# Snežne verige
Snežne verige so dodatna oprema, nameščena na pnevmatikah vozil in zagotavlja maksimalnen oprijem na zasneženih ter poledenelih površinah.
Zimske pnevmatike velikokrat ne predstavljajo zadostne zimske opreme, predvsem med močnim sneženjem, saj je njihov oprijem z asfaltom oziroma cestiščem bistveno slabši. Vožnja z verigami tako pripomore k povečanju vlečne sile in lažjemu zaviranju na zasneženih ali ledenih površinah. Ob uporabi verig je potrebno upoštevati hitrostne omejitve, ustrezno velikost pnevmatik na vozilu. V primeru suhe podlage njihova uporaba ni primerna, saj se lahko poškodujejo ali uničijo, prav tako pa lahko pride do poškodb na samem cestišču. Če imate le en par verig, jih je potrebno namestiti na isto os. Pri vozilih s preklopljiivim štirikolesnim pogonom jih namestitimo na par, ki je ves čas v pogonu.
Obstaja več vrst snežnih verig: verige iz vrvi, verige iz jeklenih členov, tekstilne snežne verige, hitro montažni sistemi. Prednost jeklenih verig je, da ponujajo odločno več oprijema v snegu, saj se zarežejo mnogo globlje.
Postopek namestitve verig: Z vozilom se postavite na ravno površino, ter verigo razprostrete za pnevmatiko. Nato dvignete oba dela verige na vrh pnevmatike in ju vzpnete na tekalni površini. Pritrdite verigo čez sredino platišča in poravnajte verigo po tekalni površini. Na koncu samo še verige zategnite, in pazite da ni nikjer razrahljana. Premaknete vozilo za približno 100m ter ponovno zategnite, v kolikor je potrebno.